# Гідровузол

План гідровузла Каховської ГЕС

Гідрову́зол — комплекс або група гідротехнічних споруд, об'єднаних за розташуванням, призначенням й умовами їх роботи.
Споруджують гідровузли на річках, озерах, каналах, у прибережних зонах моря або океану.

## Класифікація гідровузлів
Залежно від основного призначення розрізняють:
- енергетичні гідровузли — для одержання гідроенергії та перетворення її на електричну;
- транспортні гідровузли, за допомогою яких поліпшують умови судноплавства або лісосплаву;
- водозабірні гідровузли, що забезпечують забирання води для потреб енергетики, зрошування, водопостачання, рибного господарства тощо.

Найчастіше створюють комплексні гідровузли, наприклад енергетико-водозабірні, транспортно-енергетичні, транспортно-енергетико-водозабірні. Гідровузли поділяють також на гребельні і безгребельні. Гребельні гідровузли бувають низьконапірні (різниця рівнів верхнього і нижнього б'єфів (напір води) не перевищує 10 м), середньо напірні (з напором 10…40 м) і високонапірні (з напором понад 40 м).
В Україні найбільшими є гідровузли Дніпровського каскаду ГЕС.
Низьконапірні гідровузли споруджуються на рівнинних річках, переважно в межах їх русла, головним чином служать для вирішення транспортних або енергетичних задач (ГЕС) та на гірських річках (для зрошення).
Середньонапірні гідровузли споруджуються для вирішення тих же задач, що й низьконапірні, а також для боротьби з паводками.
Високонапірні гідровузли зазвичай служать для вирішення комплексних задач.

## Структура гідровузла
Споруди, що входять до складу гідровузла, поділяються на основні та допоміжні.
Основні споруди забезпечують нормальну роботу гідровузла і поділяються (див. Гідротехнічні споруди) на загальні (греблі, водоскиди, споруди для видалення льоду, шуги, наносів, регуляційні тощо) і спеціальні (ГЕС, судноплавні шлюзи, рибоходи, колодоспуски тощо).
Допоміжні споруди є необхідними для нормальної експлуатації основних. До них належать житлові, адміністративно господарські та культурно-побутові будівлі, водопровід, каналізація, дороги, майстерні тощо. Крім постійних, на будмайданчику гідроспоруди зводять також тимчасові споруди (перемички, склади матеріалів та обладнання, бетонні та арматурні заводи, майстерні, тимчасові електростанції). Ці споруди при закінченні будівництва зазвичай ліквідуються, деякі ж з них залишаються на період експлуатації, наприклад частина будівель робочого селища, частина перемичок, що включаються в об'єм греблі, дороги та ін.

## Конструктивні особливості
Місце розташування гідровузла, тих його споруд, які утворюють напірний фронт, називається створом. Створ може бути прямолінійним, криволінійним, косим, або мати вигляд ламаної лінії. Створ гідровузла вибирається зазвичай у два етапи. На першому етапі на підставі аналізу наявних топографічних, інженерно-геологічних, гідрологічних, будівельних, економічних та інших даних встановлюється місце розташування створу, тобто ділянки річки, на якій можливе з найбільшим ефектом зведення гідровузла. Після ескізних проектувань гідровузла на низці створів (на обраній ділянці) визначають відносно кращий створ за сукупністю його техніко-економічних показників. На другому етапі на основі результатів спеціально проведених вишукувань і досліджень (для уточненої відмітки нормального під напірного рівня) повторюють, але детальніше, проектування гідровузла на обраному створі і на 2-3-х найближчих до нього й у тому ж порядку встановлюють остаточний оптимальний створ.
Основні принципи компонування гідровузла:
- найкраще виконання завдань, для яких споруджується гідровузол;
- оптимальні техніко-економічні показники гідровузла (вартість, терміни будівництва тощо);
- взаємозв'язок компоновки гідровузла і конструкцій споруд з умовами зведення, зокрема допуском на будівельні витрати, компактністю розташування бетонних споруд, можливістю тимчасової експлуатації незакінченого гідровузла при неповному напорі та ін.

На компоновку гідровузла суттєво впливає величина створюваного ним напору.
Низьконапірні гідровузли працюють при невеликих добових коливаннях рівня води у верхньому б'єфі. Водозливні греблі таких гідровузлів з низьким порогом і великими прольотами практично не порушують умов пропуску паводків, льоду й наносів.
Судноплавні споруди при компонуванні низьконапірних гідровузлів розміщуються так, щоб були забезпечені безпека і зручність підходу суден до камери і виходу з неї. Для цього траса суднового ходу по можливості віддаляється від водоскидних отворів греблі та ГЕС.
Середньонапірні гідровузли, пов'язані зазвичай із затопленням заплави, істотно змінюють гідрологічний режим річки. Завдяки можливості сезонного (іноді багаторічного) регулювання стоку річки коливання рівнів верхнього б'єфа зазвичай становлять 5…15 м, що дозволяє інколи знижувати («зрізати») витрати що пропускаються у нижній б'єф за рахунок їх акумуляції у водосховищі. Геологічна обстановка в створі гідровузла має першорядне значення і впливає також на вибір типів споруд та на їх розташування. Важкі і жорсткі споруди — водоскидні греблі, будівлі ГЕС, судноплавні шлюзи, зазвичай, розміщують на корінних ґрунтах, що мають значну несівну спроможність.
Розрізняють дві основні схеми компонування середньонапірних гідровузлів — з розміщенням водоскидних споруд в руслі і на заплаві.
При русловому компонуванні ці споруди зводять у дві-три черги за перемичками при одночасному пропуску річкових вод через вільну частину русла. На першому етапі в захищеному перемичками котловані будується лише частина водопропускних споруд, при цьому у них залишаються незавершеними по висоті водозливні прольоти або ж у бетонній кладці влаштовують донні отвори. На наступному етапі перемички першої черги розбираються, огороджується наступна частина русла, а будівельні витрати води пропускаються через отвори, залишені в бетонній кладці першої черги, які у подальшому заробляються.
При заплавному способі з розміщенням водопропускних споруд на березі (заплаві) відпадає потреба у високих перемичках і у меншій мірі обтискається течія річки у паводок, але зате є необхідним облаштування низового і верхового підхідних каналів для з'єднання водопропускних споруд з руслом річки. У міру готовності бетонних споруд русло річки перекривається земляною греблею, а річкові води направляються по новому руслу до споруд, в яких, як і при русловій схемі, залишаються незаробленими водопропускні отвори.
Суттєво впливає на компоновку гідровузла застосування суміщених споруд, наприклад суміщених будівель ГЕС, водоскидної греблі з ГЕС та ін. При зведенні середньонапірних гідровузлів на гірських річках в деяких випадках (особливо при невеликих витратах) доцільним є берегове розташування водоскидів (при глухих греблях, що споруджуються зазвичай із землі та каменю).
Високонапірні гідровузли зводяться в гірських ущелинах з крутими береговими схилами. Передача великих навантажень від високих споруд вимагає міцних скельних або напівскельних основ, за винятком земляних і накидних гребель, для яких такі умови не обов'язкові.
При розташуванні гідровузла в глибоких каньйонах греблі займають основну частину водонапірного фронту, а вартість їх зведення становить 70-90% від вартості гідровузла в цілому. Водоскиди улаштовуються або в тілі греблі, або на березі. У високонапірних гідровузлах для захисту від обвалів, зсувів, каменепадів тощо і для вкорочення відвідного тракту іноді будують підземні гідроелектростанції.
Намічені компонування гідровузла, як правило, перевіряються і коригуються стосовно їх гідравлічного режиму експериментально на моделях в гідравлічних лабораторіях.
Крім вирішення водогосподарських завдань, заради яких будуються гідровузли, від них вимагається також створення певного архітектурного ансамблю, органічно пов'язаного з навколишньою природою.